# 阿迪隆加峰
阿迪隆加峰（俄语：Гора Аделунга）是位于乌兹别克斯坦塔什干州的山峰，海拔4,301米。曾被误当作乌兹别克斯坦的最高峰（其最高峰实为海拔4,643米的哈兹拉特苏丹峰）。